# Anopheles multicinctus
Anopheles multicinctus är en tvåvingeart som beskrevs av Edwards 1930. Anopheles multicinctus ingår i släktet Anopheles och familjen stickmyggor.
Artens utbredningsområde är Kenya. Inga underarter finns listade i Catalogue of Life.